# 勒蒂约勒朗贝尔
勒蒂约勒朗贝尔（法語：Le Tilleul-Lambert，法語發音：[lə tijœl lɑ̃bɛʁ]）是法国厄尔省的一个市镇，属于埃夫勒区。

## 地理
勒蒂约勒朗贝尔（49°5'12"N, 0°56'26"E）面积5.83 平方千米，位于法国诺曼底大区厄尔省，该省份为法国北部内陆省份，北起滨海塞纳省，西接奧恩省和卡爾瓦多斯省，南至厄尔-卢瓦省，东临瓦兹省、瓦兹河谷省和伊夫林省。
与勒蒂约勒朗贝尔接壤的市镇（或旧市镇、城区）包括：圣科隆布-拉科芒德里、格拉沃龙-塞梅维尔、奥尔姆、埃芒维尔、孔邦。

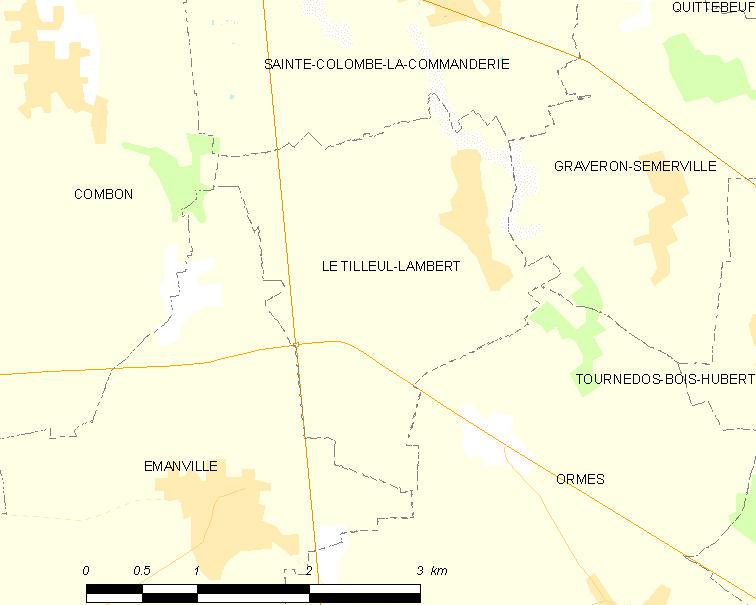
勒蒂约勒朗贝尔的OSM定位图

勒蒂约勒朗贝尔的时区为UTC+01:00、UTC+02:00（夏令时）。

## 行政
勒蒂约勒朗贝尔的邮政编码为27110，INSEE市镇编码为27641。

## 政治
勒蒂约勒朗贝尔所属的省级选区为勒讷堡县。

## 人口

1962-2008年间勒蒂约勒朗贝尔人口变化图示

勒蒂约勒朗贝尔于2022年1月1日时的人口数量为265人。